# مخطط معلومات بياني

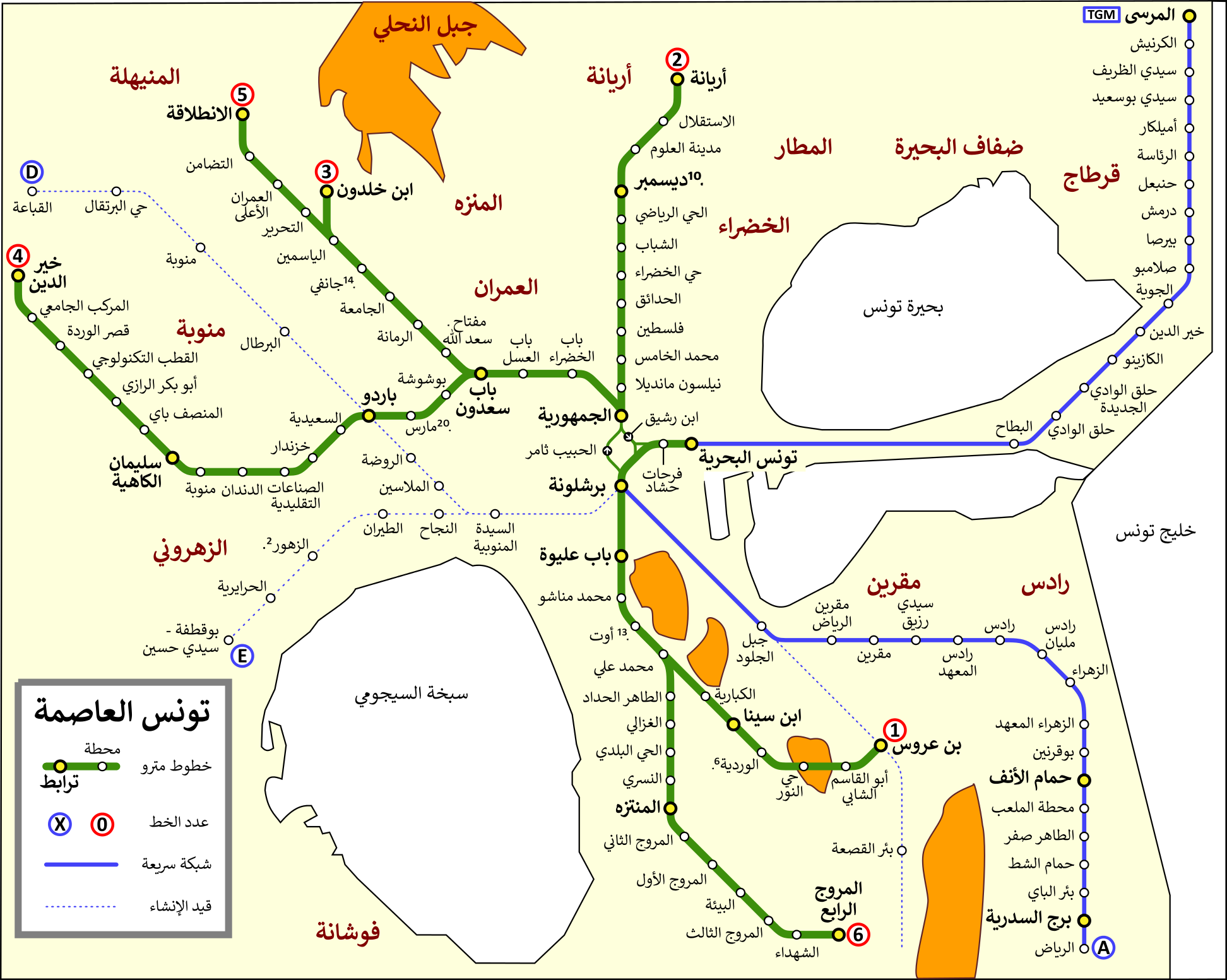
خريطة نظام النقل السريع في مدينة تونس

مُخَطَّطٌ اَلَمَعْلُومَاتِ اَلْبَيَانِيِّ (بالإنجليزية: Infographics)‏ أو مُخَطَّطٌ مَعْلُومَاتِىّ هو عبارة عن عرض مرئيّ رسوميّ للمعلومات أو البيانات أو المعرفة، يهدف إلى عرض معلومات معقدة بسرعة ووضوح. تحسّن هذه المخططات من الفهم والإدراك باستخدام الرسم والتصميم، إذ تحسن من قدرة نظام التصوّر لدى الإنسان لرؤية الأنماط والتوجهات في البيانات. يمكن تسمية عملية إنشاء مخططات المعلومات البيانية بتصوير البيانات أو تصميم المعلومات أو عمارة المعلومات.

## مقدمة
اُستُخدِمَت مخططات المعلومات منذ عدّة أعوام. وقد ظهرت أدوات مجانية لإنشاء هذه المخططات، وهي متوفرة للاستخدام على نطاق واسع. كما سمحت مواقع التواصل الاجتماعي كفيسبوك وتويتر للجمهور باستخدام مخططات المعلومات الفردية ونشرها بين المستخدمين.
في الصحف، تستخدم مخططات المعلومات البيانية بكثافة، كما في تقارير حالة الطقس والخرائط ومخططات البيانات الإحصائية. ثمّة كتب تُبنَى بأكملها باستخدام المخططات البيانية، ككتاب كيف تعمل الأشياء للكاتب ديفيد ماكاولي.
كما تعتبر اللقطات التي تنشرها صحيفة أمريكا اليوم مثلًا على مخططات المعلومات البسيطة التي تُستَخدَم لنقل الأخبار والأحداث.
تستخدم الخرائط الحديثة، خصوصًا خرائط الطرق وأنظمة النقل، تقنيات مخططات المعلومات لدمج المجموعات المنوعة من المعلومات، كوضع تخطيطات الشبكات ونقاط التحويل والمعالم المحلية. أما خرائط النقل العام كتلك الخاصة بمترو واشنطن ومترو أنفاق لندن فهو أمثلة معروفة على مخططات المعلومات البيانية. كما توجد في بعض الأماكن العامة كمحطات العبور نظم إشارات متكاملة تضمن رموزاً موحدة وخرائط مبسطة.
عرّف إدوارد تُوفْت “Edward Tufte” العروض الرسومية في كتابه التاريخي «العرض التصويري للمعلومات الكمية» في عام 1983 في القطعة التالية:
يجب على العروض الرسومية أن:
- تظهر البيانات
- تحث المشاهد على التفكير بالمادة وليس المنهجية أو التصميم أو تكنولوجيّة إنشاء الرسومات أو غيرها.
- تتجنب تشويه ما تظهره البيانات
- تعرض العديد من الأرقام في مساحة صغيرة.
- تجعل كمية كبيرة من البيانات تظهر بشكل مترابط.
- تشجع العين على مقارنة البيانات المختلفة.
- تظهر البيانات على عدة مستويات من التفصيل، ابتداء بنظرة عامة واسعة إلى البنية الدقيقة.
- تخدم غاية واضحة إلى حد ما: تصف وتبحث وتجدول وتزخرف أي نص.
- متكاملة مع الوصف اللفظي والإحصائي للمعلومات

الرسوم تكشف عن البيانات. وهي بالفعل أدق في إيضاح المعلومات من الحسابات الإحصائية التقليدية.
بينما تتعامل الرسوم البيانية المعاصرة غالبا مع المواضيع الخفيفة أو النوعية، لا يزال تعريف توفْت "Tufte "في عام 1983 يتحدث بشكل واسع عن ماهيّة الرسوم البيانية وعملها، وهو تركيز أعداد كبيرة من المعلومات بطريقة تُسهِّل على القارئ امتصاصها.

## التاريخ

### المرحلة المبكرة
نشر كريستوف شاينِر” Christoph Scheiner” كتابًا بعنوان “Rosa Ursina sive Sol” في عام 1626 والذي يكشف فيه عن بحثه المتعلق بدورة الشمس، وظهر في البحث رسمًا بيانيًّا يوضح نمط دوران الشمس.
نشر الإقتصادي السياسي والمهندس ويليام پلايفير “William Playfair” في عام 1790 أول مخطط بياني له في كتابه الذي يحمل عنوان «الأطلس التجاري والسياسي» “The Commercial and Political Atlas” . استخدم پلايفير المخططات البيانية الإحصائية وأشرطة وخطوط الرسوم البيانية لتمثيل الإقتصاد في القرن الثامن عشر. يرجع إليه الفضل في إدخال المخطط الدائري ومخطط المنطقة لأول مرة في كتابه «كتاب الادعية الاحصائية»”Statistical Breviary” 
تأسست الجغرافيا الحديثة في عام 1820على يد كارل ريتِر “Carl Ritter” وتضمنت خرائطه إطارات مشتركة ومفاتيح خريطة متفق عليها ومقاييس وتكراره وودقه. تعتبر خريطة كهذه «علامة ممتازة» تجمع ما بين نظام الإشارات -كما عرفه تشارلز سانْدِرز پيرْس –“Charles Sanders Peirce” والذي يتكون من رموز وأيقونات وفهارس للتمثيل.
ويوجد أمثلة أخرى على ذلك تلاحظ في أعمال الجغرافيين رايتر وأليكساندر فون هومبولدت "Alexander von Humboldt" 
الرسم البياني للمنطقة القطبية لفلورنس نايتينغيل يمثل أسباب معدل الوفيات خلال حرب القرم (1857).
في عام 1857, استخدمت ممرضة إنجليزية تدعى فلورنس نايتينغايل "Florence Nightingale" رسوم بيانية لتقنع الملكة ڤيكتوريا بتحسين الأوضاع في المستشفيات العسكرية. كان المبدأ الأول الذي استخدمته هو مخطط كوكْسكُومْب " Coxcomb" وهو عبارة عن مجموعة من الأعمدة المُتَرَاصّة ومخططات دائرية مصوِرًا به أعداد وأسباب الوفيات خلال كل شهر من حرب القرم.
شهد عام 1861 انطلاق مخطط بياني مؤثر عن هجوم نابليون الكارثي على موسكو. صور مبتكر الرسوم تشارلز جوزيف مينارْد "Charles Joseph Minard" أربعة متغيرات مختلفة ساهمت في سقوط نابليون من خلال صورة ثنائية الأبعاد: إتجاه الجيش في سفرهم وموقع القوات العسكرية التي عبرت وحجم الجيش حيث توفي عدد من جنود القوات العسكرية بسبب الجوع والجراح ودرجة التجمد التي تعرضوا لها.
ادخَل جيمز جوزيف سيلڤيسْتر "James Joseph Sylvester" مصطلح «المخطط» في عام 1878 في المجلة العلمية التي تدعى الطبيعة "Nature" ونشر مجموعة من الرسوم البيانية التي توضع العلاقة بين الروابط الكيميائة والخصائص الرياضية. نظرية المخطط 1736-1936 وكانت هذه أيضا من أول المخططات الحسابية.

### القرن العشرون
طوَّر أوتو نيوراث "Otto Neurath " "طريقة فيينا" حيث استخدمت هذه الطريقة صور بسيطة لتمثيل البيانات.
نشر ايزادور إيسو "Isidore Isou " عام 1942 وثائقًا بعنوان بيان ليتْريسْت “the Lettrist manifesto”(وهي عبارة عن حركة إبداعية متعددة التخصصات نشأت في فرنسا). هذة الوثائق قامت بتغطة مواضيع عديدة منها الفنون والثقافة والشعر والأفلام والنظريات السياسية. الأعمال المدرجة أعلاه والتي تسمى أيضا بميتاغرافيكس "metagraphics" وهايبرغرافيكس "hypergraphics" هي أعمال مركبة من الكتابات والفنون البصرية.
قدم ستيڤن تولمين "Stephen Toulmin" نموذج حجة بيانية يدعى "نموذج تولمين للمرافعة". يحتوي الرسم البياني على ستة محتويات مترابطة تستخدم لتحليل النقاشات، واعتبرت نماذج تولمين من أكثر الأعمال تأثيرًا، خاصّةً في مجال البلاغة والاتصال وعلوم الحاسب. أصبح نموذج تولمين للمرافعة من النماذج المؤثرة في نظرية النقاش وتطبيقها.
لوحات بايونير.
في عامَيّ 1972و 1973، شملت مركبات بايونير 10 وبايونير 11 الفضائية على لوحات بايونير وهي عبارة عن لوحين من الألمنيوم المغطى بأُكسيد الذهب. وتحتوي كل لوحة منها على رسالة مصورة. تضمنت الرسالة المصورة لرسمة رجل وامرأة عاريان ورمز يقصد به توفير معلومات حول أصل المركبة الفضائية. صمم كُلًّا من كارل ساجان "Carl Sagan" وفرانك دريك "Frank Drake" تلك الصور، وكانت الصور فريدة من حيث المعاني الرسومية التي يمكن ان يفهمها المخلوقات الفضائية، والتي لاتحمل أي مفهوم للغة البشر.
كتب رائد في مجال تصور البيانات يدعى ادوارد تُوفْت "Edward Tufte" سلسلة من الكتب
(شروحات بصرية، وعرض مرئي للمعلومات الكمية) عن الرسوم البيانية. بدأ توفت الذي أشارت إليه صحيفة نيويورك تايمز ب «دافينشي» المعلومات بإعطاء محاضرات وورش عملها مدتها يوم كامل حول الرسوم البيانية في عام 1993. وما زال توفت يلقي هذه المحاضرات حتى عام 2012. بالنسبة لتفت، يمثل تصوير البيانات الجيد كل نقطة من المعلومات بشكل دقيق، وتمكن المشاهد من رؤية الاتجاهات والأنماط الموجودة في تلك البيانات. تعد مساهمة توفت في مجال تصوير البيانات والرسوم البيانية مساهمة ضخمة، ونرى اليوم مبادئ تصميمه في العديد من مواقع الإنترنت والمجلات والصحف.
كانت الرسوم البيانية التي اَنشأها بيتر سوليفان "Peter Sullivan" لـ «سانداي تايمز» في السبعينات والثمانينات والتسعينات من العوامل الرئيسية التي شجعت الجرائد على استخدام المزيد من الرسوم البيانية. وهو أيضًا واحد من القلة الذين كتبوا عن الرسوم البيانية في الصحف. وكذلك فريق الفنانين الذين يعملون لدى الجريدة الأمريكية «يو اس أي توداي» التي نشأت عام 1982، الذين وضعوا هدفًا باستخدام الرسوم لجعل المعلومات أسهل للفهم. ولكن، واجهت الجريدة نقدًا على المبالغة في تبسيط القصص وإنشاء الرسوم البيانية التي ظن البعض إنها تبرز الوجه الترفيهي في الخبر أكثر من المحتوى والمعلومات نفسها. استحدث توفت مصطلح "تشارت جنك [الإنجليزية]" والذي يشير إلى الرسومات الجذّابة بصريًّا إلى درجة فقدانها للمعلومات التي تحتوي عليها.
مع انتشار الرسومات المتجهية "vector graphics" والرسومات النقطية "raster graphics" انشارا واسعا في الحوسبة في القرن الواحد والعشرون، طبق تصوير البيانات ليستخدم في انظمة الحاسب بشكل شائع بما فيها منشورات سطح المكتب وانظمة المعلومات الجغرافية (GIS).
عملية صنع الرسومات البيانية هي تصميم المعلومات والتي ترتبط بمجال رسوم المعلومات. يعد الكاتب ريتشارد سول ورمان "Richard Saul Wurman" والمؤسس لتيد "TED" هو مبتكر عبارة «هندسة المعلومات». ودفع العديد من كتبه على سبيل المثال كتاب «قلق المعلومات»information architect” عبارة «هندسة المعلومات» من مجرد فكرة إلى فئة عمل.

### القرن الواحد والعشرون
بحلول عام 2000, استخدمت الرسوم المتاحة على الإنترنت والتي تعتمد على برنامج ادوبي فلاش "Adobe Flash" العديد من الممارسات الاساسية في اعداد الرسوم البيانية لانشاء مجموعة متنوعة من السلع والالعاب.
وبدأ ادخال ودمج الرسوم البيانية على التلفاز ليكون من ضمن تجربة المشاهد في بداية الالفية الثانية أيضا. ومن أحد امثلة استخدام الرسوم البيانية في التلفاز وثقافة البوب في عام 2002 هو الفيديو الغنائي الذي يحمل عنوان «ذكرني» "Remind Me" للفرقة النرويجية الي تدعى «رويكسوب» "Röyksopp". وتالف كامل الفيديو من الرسومات البيانية. وفي عام 2004, ظهر اعلان تلفزيوني لشركة طاقة فرنسيه تدعى «اريفا» "Areva" والتي استخمدت في اعلانها الرسوم البيانية كخطة دعائية. وقد تم توضيح قيمة الامكانيات التي تحملها الرسوم البيانية لايضاح المعلومات المعقده من خلال الفيديوهات المذكورة سابقا والاهتمام التي حصلت عليه.
الآن، تنشا الرسوم البيانية في مجموعة متنوعة من وسائل الاعلام مع عدد من الادوات البرمجية بسبب ظهور البدائل لبرنامج ادوبي فلاش "Adobe Flash" مثل HTML 5و CSS3.
وطبق مجال الصحافة وضم الرسوم البيانية إلى القصص الاخبارية. يمنح نظام «مفهوم مايسرو» غرفة التحرير بالتعاون وتنظيم الخبر لدمج النصوص والصور والرسوم وكافة مكونات القصة بنجاح. ويطبق نظام العمل الجماعي المتكامل هذا في العديد من غرف التحرير لتحسين إدارة الوقت. وصمم نظام المايسترو لتطوير وتحسين طريقة تقديم القصص والاخبار لقراء وسائل الاعلام المشغولين. واستخدمت العديد من المواقع المخصصة للاخبار الرسوم البيانية التفاعلية التي تسمح للقارء باستخراج المعلومات من أي موضوع في نفس الوقت الذي يستعرض فيه تلك الرسوم.
تستخدم العديد من الأعمال الرسوم البيانية كاداة لجذب عملاء محتملين والتواصل معهم. تعد الرسوم البيانية شكلا من اشكال تسويق المحتويات، واصبحت من ادوات المسوقين عبر الإنترنت والشركات لانشاء محتوى يرتبط به الاخرين لتعزيز فرصة وسمعة الشركة وتواجدها عبر الإنترنت.
استخدمت الرسوم البيانية في المظاهرات الدينية أيضا. على سبيل المثال، الرسوم البيانية الكثيرة التي اعدتها كنيسة يسوع المسيح لقديسي لايام الاخيرة "The Church of Jesus Christ of Latter-day Saints" لمساعدة الناس على فهم دينهم ومعرفة المبشرين والمعابد ووضع الوزارة وجهود تاريخ العائلة.
وشقت الرسوم البيانية طريقها للفصول التعليمية أيضا. تشجع المقررات الدراسية التي تعلم الطلاب كيفية إنشاء الرسوم البيانية الخاصة بهم باستخدام مجموعة متنوعة من الادوات على المشاركة والتفاعل في الفصل، وقد تقودهم نحو استيعاب أفضل للمفاهيم التي يضعونها في تلك الرسوم.
مع ازدياد شهرة وسائل التواصل الاجتماعي، ازدادت شهرة الرسوم البيانية غالبا لاستخدامها في الصور الاحصائية أو كواجهة بسيطة لاحد المواقع أو لتغطية أي عدد من المواضيع. ويتم مشاركة مثل هذه الرسوم البيانية غالبا بين مستخدمي الشبكات الاجتماعية مثل الفيسبوك "Facebook" وتويتر "Twitter" وريديت "Reddit". تم استخدام هاشتاق "#infographic" (واللذي يعني الرسوم البيانية) 56,765 مرة عبر تويتر في مارس 2012, ووصل ذروته عند استخدامه لـ 3,365 في خلال 24 ساعة.

## التحليل
الاقسام الثلاثة للرسوم البيانية هي المرئيات والمحتوى والمعرفة.
تتكون المرئيات من الالوان والرسوم. تنقسم الرسوم إلى قسمين: الفكرة الرئيسية والمرجع. تحتوي جميع الرسوم البيانية على رسوم الفكرة الرئيسية وتمثل التمثيل المرئي للبيانات الاساسية للمعلومات. الرسوم المرجعية هي عبارة عن ايقونات يمكن استخدامها للإشارة إلى معلومات معينه بالرغم من انها لاتوجد بشكل دائم في الرسوم البيانية.
الحقائق والاحصائيات عادة ماتكون بمثابة المحتوى للرسوم البيانية ويمكن الحصول عليها من أي مصدر للارقام كبيانات التعداد ونشرت الاخبار. المعرفة وهي اختواء الرسوم البيانية على نوع من التبصر في المعلومات التي يتم تقديمها، ويعتبر ذلك واحدا من أهم اوجه الرسوم البيانية.
يعود سبب فاعلية الرسوم البيانية إلى العنصر البصري. يتلقى البشر معلومات من حواسهم الخمس (البصر، السمع، الشم، التذوق واللمس), ولكنهم يحصلون بالبصر على معلومات أكبر بشكل واضح عن بقية الحواس. يكرس خمسون بالمئة من مخ الإنسان للوظائف البصرية، وتتم معالجة الصور في الدماج بسرعة تفوق سرعة معالجة النصوص. يعالج المخ كل الصور في وقت واحد بينما يعالج كل سطر من النصوص على حده وهذا يعني بانه يستغرق وقتا أكبر للحصول على المعلومات من النصوص. ويقدر بانها 65% من السكان هم متعلمون بصريون (على عكس المتعلمين السمعيين والحركيين), لذلك تلبي الطبيعة البصرية للرسوم البيانية حاجة جزء كبير من سكان الأرض. يمكن للعمليات التجارية باكملها والقطاعات الصناعية ان تكون ذات صلة بجمهور جديد من خلال تقنيات التصميم الارشادي التي تقود العين. يمكن ان ترتبط الصفحة مع تقرير كامل لكن الرسوم البيانية تسهل على القارئ الوصول إلى المشكلة. من الاشياء الرائجة على الإنترنت هي فتره الاهتمام القصيرة المتزايدة عن مستخدمي الإنترنت والتي ساهمت أيضا في زيادة شعبية وتاثير الرسوم البيانية.
يجب التفكير بعدد من النقاط التي تجعل الرسومات البصرية فعالة واشد تاثيرا عند تصميم الاوجه البصرية للرسوم البيانية. المكونات الستة للتشفير البصري هي المساحة والعلامات والترابط والخاتمة والخصائص والشفرات المؤقت. ويمكن توظيف كل من هذة المكونات لتمثيل العلاقة بين أنواع البيانات المختلفة. مع ذلك، اظهرت الدراسات ان الحيز المكاني هو أكثر طريقة فعالة لتمثيل البيانات العددية والتي تؤدي إلى سرعه وسهولة في الفهم عند المشاهد. لذلك فان المصممين يمثلون مكانيا أهم العلاقات المقدمة في الرسوم البيانية.
ويوجد أيضا ثلاث احكام اساسية للتواصل التي تحتاج للتقيم عند تصميم الرسوم البيانية وهي الجاذبية والفهم والذاكرة. الجاذبيه هي فكرة انه يجب على التواصل اشراك جمهورة بتفاعل. الفهم يعني بانه على المشاهد ان يكون قادرا على فهم المعلومات المقدمة اليه بسهولة. واخيرا، الذاكرة ويقصد بها بانه يجب على المشاهد ان يتذكر المعلومات التي قدمت له في الرسوم البيانية. ويعتمد ترتيب تلك الاحكام من ناحية الاهمية على الغرض من الرسوم البيانية. إذا كانت الرسوم البيانية لغرض ايصال المعلومات بشكل حيادي مثل مجالات الاواسط الاكاديمية أو العلمية، فالفهم يجب ان يكون في المرتبة الأولى ويليه الذاكرة ثم المظهر. ولكن عند استخدام الرسوم البيانية لاغراض دعائية، فالمظهر والجاذبية تاتي اولا ثم الذاكرة والفهم. وعندما تستخدم الرسوم البيانية لاغراض تحريرية مثل الصحف، فتاتي الجاذبية اولا أيضا ومن ثم الفهم والذاكرة.
.تكون الرسومات البيانية اشد فاعلية لايصال عدد كبير من المعلومات في طريقة بصرية عندما توخذ تلك العوامل المتنوعة على محمل الجد عند تصميم الرسومات البيانية.

## تصوير البيانات
غالباً ما تستخدم عملية تصوير البيانات في مخططات المعلومات البيانية. ثمة أنواع عديدة من التصويرات البيانية التي يمكن استخدامها لتمثيل نفس مجموعات البيانات. لذا من الأهمية بمكان تحديد التصوير الملائم لمجموعة البيانات ومخططات المعلومات، وذلك بأخذ خصائص الرسوم البيانية بالاعتبار، كالموقع والشكل واللون والحجم. هناك خمس أنواع أساسية من فئات التصوير، وهي:
- بيانات المتسلسلات الزمنية
- توزيع الاحتمال
- الخرائط
- سلسلة مراتب
- الربط الشبكي